# George Teasdale
George Teasdale (ur. 8 grudnia 1831 w Londynie, zm. 9 czerwca 1907 w Salt Lake City) – brytyjski przywódca religijny, przedsiębiorca i misjonarz.

## Życiorys
Urodził się w Londynie, kształcił się na Uniwersytecie Londyńskim. Konwertyta, związał się z Kościołem Jezusa Chrystusa Świętych w Dniach Ostatnich po przeczytaniu anglikańskiego pamfletu atakującego mormonizm. W swej nowej wspólnocie religijnej znalazł żonę. Doczekał się nią czworga dzieci. Przewodniczył konferencjom Kościoła tak w Anglii, jak i w Szkocji, następnie wraz z rodziną wyemigrował do Utah.
Po przybyciu do zdominowanego przez współwyznawców terytorium przez pewien czas nauczał w jednej ze szkół. Szybko wstąpił do Salt Lake Dramatic Association. Jego zdolności muzyczne sprawiły, że włączono go do mormońskiego Chóru Tabernakulum, gdzie występował jako tenor. Z czasem zajął się również handlem, stając się kierownikiem sklepu należącego do prezydenta Kościoła Brighama Younga (1862). Później kierował też General Tithing Store, przedsiębiorstwem kościelnym ściśle powiązanym z dziesięcinami uiszczanymi przez wiernych. Odpowiadał też za podobnie ściśle powiązane z Kościołem Zion’s Co-operative Mercantile Institution.
Wcześnie włączył się w działalność misyjną wspólnoty. Dwukrotnie posługiwał jako misjonarz w Europie, w tym jako prezydent misji europejskiej Kościoła. Wysyłano go także na misję o charakterze kolonizacyjnym do Meksyku. Służył także na misjach w stanach amerykańskiego Południa oraz na Terytorium Indiańskim. 16 października 1882 włączono go w skład Kworum Dwunastu Apostołów. Tym samym, podobnie jak inni członkowie tego gremium, był uznawany przez wiernych za proroka, widzącego i objawiciela. Znany z podejmowania częstych podróży oraz ze składania regularnych wizyt w palikach Kościoła. Ceniony był przez świętych w dniach ostatnich za swoją szczerość i prostotę. Zmarł w Salt Lake City.